# Primitivismus (Altertumswissenschaft)
Primitivismus bezeichnet eine Schule der antiken Wirtschafts- und Sozialgeschichte, die postuliert, dass es sich bei den antiken Ökonomien um auf Subsistenzwirtschaft basierende, nicht am Markt orientierte Strukturen handelt, also um eine im Wesentlichen transaktionslose Wirtschaft handelt.
Die Schöpfung des Begriffs des Primitivismus durch Moses I. Finleys und anderer Historiker ist eine Reaktion auf die unreflektierte Unterstellung der klassischen Altertumswissenschaften, dass die (antiken) Wirtschaften sich nur so entwickeln, nämlich wachsen und ihre Produktivität steigern konnten, wie es die Gegenwartserfahrung spontan nahelegt. Finley geht davon aus, dass sich die antiken Oberschichten nicht aktiv an der Wirtschaft beteiligten und sich auf die Verwaltung ihres Bodeneigentums beschränkten. Der Landhandel sei eher unbedeutend gewesen, die Sklavenarbeit war hingegen für alle Bereiche fundamental, aber wenig produktiv. Finley bestritt grundsätzlich, dass man in der Antike die Wirtschaft als ein selbstständiges Subsystem der Gesellschaft aufgefasst habe. Die wirtschaftlichen Aktivitäten seien vielmehr eingebettet in die politische und soziale Ordnung. Daher weist er auch die Anwendbarkeit moderner Wirtschaftstheorie auf antike Verhältnisse zurück, was ihn jedoch nicht daran hinderte, moderne Termini aus der Ökonomie zur Veranschaulichung zu gebrauchen.
Allerdings negiert Finley die ökonomischen und technischen Innovationen in der römischen Kaiserzeit sowie die Entwicklung eines Rechtssystems, das das Privateigentum schützte. Die Kritik der „Modernisten“ an den „Primitivisten“ um Finley beruhte vor allem auf der Fokussierung der modernen Züge der antiken Stadt.